# Самсу-дітана
Самсу-дітана (д/н — бл. 1595 до н. е.) — цар Вавилону близько 1626—1595 до н. е. (за середньою хронологією) або 1562—1531 до н. е. (за короткою хронологією). Останній представник своєї династії.

## Життєпис
Походив з Аморейської (I Вавилонської) династії. Син вавилонського царя Аммі-цадуки. На час успадкування трону Самсу-дітаном близько 1626 року до н. е. держава сильно підупала. Було втрачено північні області, де утворилося Ханейське царство та південні — там постала Країна Моря. Водночас царська влада обмежувалася потужною бюрократією, представники якої стали спадковими власниками посад.
Тому Самсу-дітана вів оборону політику. Є відомості, що намагався протистояти спробам Гулькішара, царя Країни Моря, захопити Вавилон. Втім 1595 року до н. е. хеттський великий цар Мурсілі I за підтримки каситів з Ханейського царства атакував Вавилонське царство, перемігши Самсу-дітана. Його столицюбуло захоплено й пограбовано, а статую бога Мардука відправлено до Хани.
Самсу-дітана загинув, а трон Вавилону невдовзі зайняв ханейський володар Агум II.